# 公東教堂

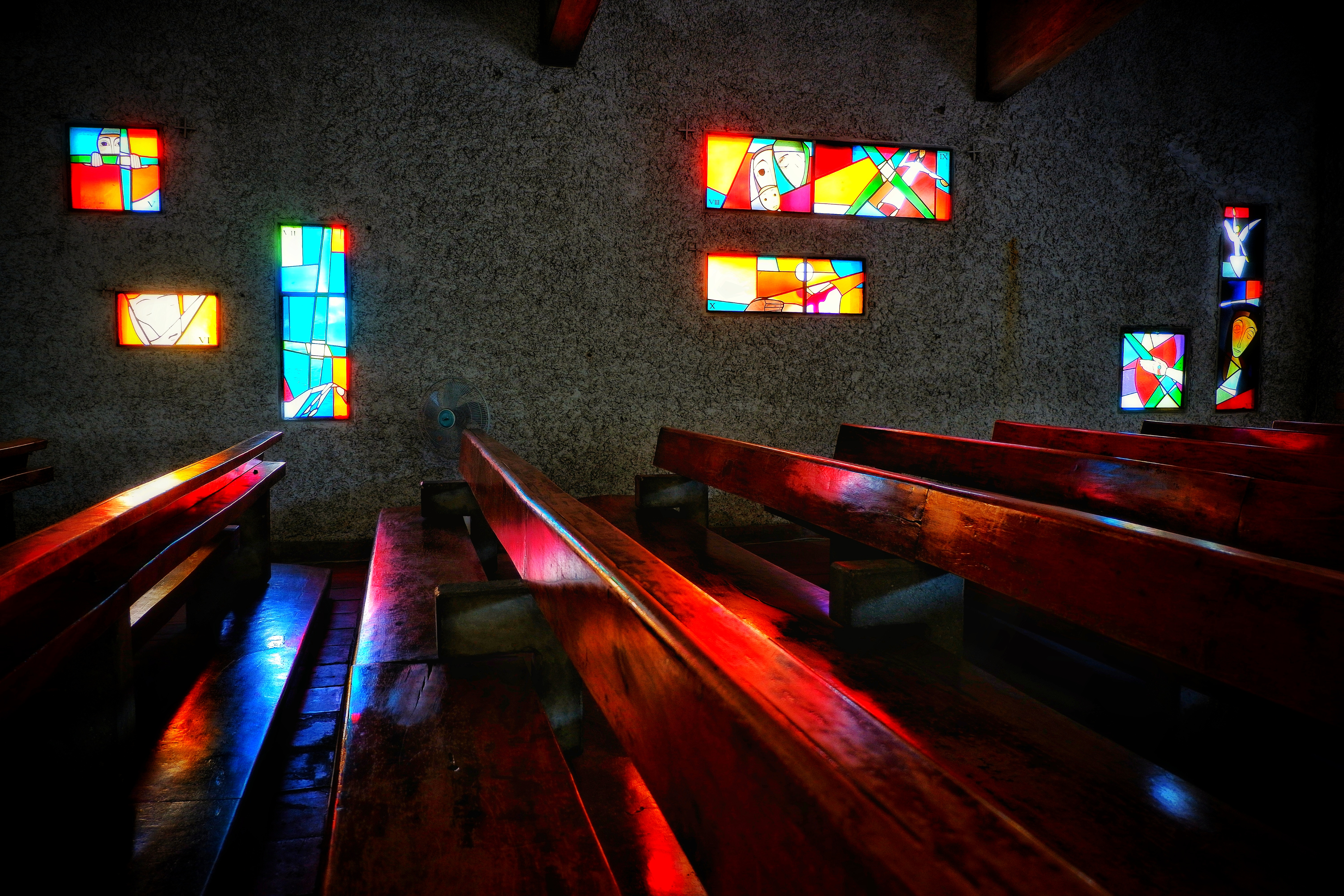

公東教堂，正式名稱為私立公東高級工業職業學校教堂，是一座位於臺灣臺東縣臺東市的天主教教堂，是臺灣第二座現代主義建築，為天主教興辦學校公東高工的附設小堂。學校本身由白冷會錫質平（Fr. Hilber Jakob）神父所興辦，教堂則由瑞士籍建築師賈斯特斯·達辛登設計，始建於1958年，1960年落成啟用，被譽為「台灣的廊香教堂」。

## 沿革
1953年，錫質平應天主教花蓮教區主教的請求來到臺東評估當地狀況。後則決定留下來實踐傳教理念。這一行動使瑞士的天主教白冷外方傳教會與臺灣之間建立起了深厚的情誼。1957年，錫質平為改善當地居民的生活而創立了技藝訓練中心，後在積極奔走及籌劃募款，並藉助瑞士及德國的公益團體捐助，邀請了瑞士建築師賈斯特斯·達辛登為公東高工內部的各項建築進行設計。同時邀請瑞士技師工會的會員前往臺灣興建建築。派遣了木工師徐益民（Peter Hösler）、技工師李濟民（Paul Lienert）、水電師白啟民（Werner Berger）以及水泥匠易爾格（Ruedi Ilg）等人前來協助。
1958年春季，公東高工的大樓開始建造，包括寢室大樓、學生活動中心、聖堂、餐廳和教職員宿舍在內的建築則於1960年完工。成為世界較早的清水模建築之一。建築興建之時，校舍四周仍是一片田野，因而成為當時臺東縣最高的建築物。
為了節省建築經費，達興登採用板結構作為公東教堂大樓的主體設計。以最經濟有效的方式將各種不同需求的空間結合在一起。一至三層的樓層空間呈現出相當理性的風格。在1999年921大地震及2003年的331大地震後，公東教堂部分建築毀壞而一度被列為危樓，並於年底登錄為歷史建築。2004年，公東教堂正式進行建築檢測，並於2007年由公東校友黃秋永捐助修護經費，於2010年4月完成結構補強，於2011年起重新使用。
2017年，公東教堂被世界文化遺產基金會列入世界重要現代建築票選名單，更是台灣當代建築唯一入選作品。2020年，據ettoday旅遊新聞所報導，已被世界建築文物保護基金會評選為「世界30棟重要現代建築」。
2022年，由於建築因缺乏維修導致牆面剝落、鋼筋鏽蝕等情形。在協助爭取文化部補助2400萬元後則展開修復工程。

## 建築設計
公東教堂採用了鋼筋混凝土板構造，樓板採用無樑板的設計，牆面則是以清水混凝土製成，厚度約為25-30公分，而樓板的厚度約為18公分左右。建築上運用挑廊作為遮陽設施，水平的鋼筋混凝土牆面上有出水口，而建築的另一側則採用垂直的鋼筋混凝土遮陽板，這是一種簡單的遮陽結構。
在室內規劃格局共有四層，其中一樓是為教學用實習工廠、二樓作為上課教室、三樓則為學生宿舍與寢室和錫神父的辦公室，而教堂則坐落在頂樓，可沿著右側由板構成的半室外樓梯走到頂層進入，地板鋪設著紅色方塊磚，長條狀的椅子設計簡潔。聖堂的剖面頂部呈斜角，類似薄板的板梁平行並列，中軸處的垂直板梁橫跨至聖壇，這種設計使得來自頂部天窗的光線間接灑入，達興登同時運用了兩種完全不同的現代建築論述。對於一至三層的世俗空間採用了現代建築的功能論概念。藉由整合各種不同的空間需求實現了結構、空間和形式三者的明確統一。
四樓的教堂空間為了反映宗教用處而放棄了理性原則，而採用情感性的象徵主義手法進行設計。則充分運用斜面屋頂及粗面水泥的牆面、營造出一種厚重、幽暗、充滿宗教象徵性、靜謐沉思的聖堂空間。右側牆面一整排運用彩色玻璃設計出的「耶穌十四處苦路」圖，這種手法與勒·柯布西耶在1950年代在廊香教堂與拉圖雷特修道院中所運用的空間設計相似。頂樓高豎的十字架由台灣杉打造，是黃清泰領著學生共同設計。
建築師范毅舜曾指出公東教堂的藝術表現手法依然相當「前衛」。這可能是因為公東教堂遠離歐陸，設計者因此敢於大膽實驗。
祭台背後設有一座基督苦像，祭台中央雕刻著象徵贖罪的羔羊，經過獻祭後，呈現出不似傳統的十字架，而是以生鐵鑄成頭戴荊棘、露出肋骨並以紅寶石點綴釘痕的鐵雕基督像。

### 引用
1. ↑  . web1.ktus.ttct.edu.tw.   [2017-03-09]. （原始内容存档于2017-03-09） （中文（臺灣））.
2. ↑  . web1.ktus.ttct.edu.tw.   [2017-03-09]. （原始内容存档于2017-03-01）.
3. ↑  中華民國文化部. . memory.culture.tw.   [2023-07-10]. （原始内容存档于2023-07-10） （中文（臺灣））.
4. ↑  . 新南向政策.   [2023-07-10]. （原始内容存档于2023-07-10） （中文（臺灣））.
5. ↑  李修慧. . The News Lens 關鍵評論網. 2017-05-28  [2023-07-10]. （原始内容存档于2023-07-20） （中文（臺灣））.
6. ↑  黃清泰. . 臺灣. 2017-05-01. ISBN 9789861336152.
7. ↑  . www.wowlavie.com. 2017-02-18  [2023-07-10]. （原始内容存档于2023-07-10） （中文（繁體））.
8. ↑  顧超光. . 臺東縣. 2018-03. ISBN 9789860556001.
9. ↑  黃明堂. . 自由時報電子報. 2017-05-27  [2023-07-10]. （原始内容存档于2023-07-10） （中文（臺灣））.
10. ↑  .   [2017-05-01]. （原始内容存档于2020-01-16）.
11. ↑  . 我們的島. 2022-05-23  [2023-07-10]. （原始内容存档于2023-07-10） （中文（繁體））.
12. ↑  黃明堂. . 自由時報電子報. 2022-07-03  [2023-07-10]. （原始内容存档于2023-07-10） （中文（臺灣））.
13. ↑  盧太城. . 中央社 CNA.   [2023-07-10]. （原始内容存档于2023-07-10） （中文（臺灣））.
14. ↑  黃明堂. . 自由時報電子報. 2022-07-04  [2023-07-10]. （原始内容存档于2023-07-10） （中文（臺灣））.
15. ↑  王俊雄、徐明松. . 臺灣. 2008-10-07. ISBN 9789866973932.
16. ↑  黃冠智. . 淡江大學土木工程學系博士班. 2019-06-17.
17. ↑  范毅舜. . 臺灣. 2012-12-24. ISBN 9789866118463.
18. ↑  中華民國文化部. . memory.culture.tw.   [2023-07-10]. （原始内容存档于2023-07-10） （中文（臺灣））.

## 外部連結
- 公東高工聖堂大樓| 台東觀光旅遊網 （页面存档备份，存于）